# 6744 Komoda
6744 Komoda (1994 JL) là một tiểu hành tinh vành đai chính được phát hiện ngày 6 tháng 5 năm 1994 bởi K. Endate và K. Watanabe ở Kitami.